# Futbolo Klubas Sūduva 2017
Questa voce raccoglie le informazioni riguardanti il Futbolo Klubas Sūduva nelle competizioni ufficiali della stagione 2017.

## Stagione
Nella stagione 2017 il FK Sūduva ha disputato la A Lyga, massima serie del campionato lituano di calcio, terminando il torneo al primo posto con 71 punti conquistati in 33 giornate, frutto di 21 vittorie, 8 pareggi e 4 sconfitte, vincendo il campionato lituano per la prima volta nella sua storia e qualificandosi alla UEFA Champions League 2018-2019. In Lietuvos Taurė 2017 è sceso in campo a partire dal secondo turno, raggiungendo le semifinali del torneo dove è stato eliminato dallo Žalgiris Vilnius dopo i tiri di rigore. Ha partecipato alla UEFA Europa League 2017-2018, scendendo in campo a partire dal primo turno preliminare: dopo aver eliminato i bielorussi dello Šachcër Salihorsk, i lettoni del Liepāja, gli svizzeri del Sion, è stato eliminato agli spareggi per l'accesso alla fase a gironi del torneo dai bulgari del Ludogorec.

## Rosa
| N. |                                 | Ruolo | Calciatore              |
| -- | ------------------------------- | ----- | ----------------------- |
| 3  | Lituania (bandiera)             | D     | Marius Činikas          |
| 4  | Trinidad e Tobago (bandiera)    | D     | Radanfah Abu Bakr       |
| 5  | Lituania (bandiera)             | D     | Darius Isoda            |
| 6  | Lituania (bandiera)             | C     | Povilas Leimonas        |
| 7  | Lituania (bandiera)             | C     | Ernestas Veliulis       |
| 8  | Macedonia del Nord (bandiera)   | A     | Marijan Altiparmakovski |
| 9  | Lituania (bandiera)             | A     | Karolis Laukžemis       |
| 10 | Bosnia ed Erzegovina (bandiera) | D     | Semir Kerla             |
| 11 | Croazia (bandiera)              | D     | Andro Švrljuga          |
| 12 | Croazia (bandiera)              | P     | Ivan Kardum             |
| 13 | Lituania (bandiera)             | C     | Karolis Chvedukas       |
| 14 | Francia (bandiera)              | C     | Jérémy Manzorro         |
| 15 | Serbia (bandiera)               | D     | Aleksandar Živanović    |
| 16 | Lituania (bandiera)             | C     | Paulius Janušauskas     |
| 17 | Lituania (bandiera)             | C     | Giedrius Matulevičius   |
| 18 | Lituania (bandiera)             | C     | Deividas Šešplaukis     |
| 19 | Lituania (bandiera)             | D     | Vaidas Slavickas        |

| N. |                        | Ruolo | Calciatore            |
| -- | ---------------------- | ----- | --------------------- |
| 20 | Lituania (bandiera)    | D     | Tomas Janušauskas     |
| 20 | Brasile (bandiera)     | D     | Guilherme Choco       |
| 22 | Lituania (bandiera)    | C     | Ovidijus Verbickas    |
| 25 | Lituania (bandiera)    | P     | Remigijus Mikalainis  |
| 27 | Croazia (bandiera)     | A     | Josip Tadić           |
| 28 | Lituania (bandiera)    | P     | Martynas Matuzas      |
| 33 | Lituania (bandiera)    | C     | Robertas Vėževičius   |
| 41 | Bielorussia (bandiera) | C     | Arcëm Hurėnka         |
| 45 | Lituania (bandiera)    | A     | Markas Kardokas       |
| 55 | Lituania (bandiera)    | D     | Algis Jankauskas      |
| 58 | Gabon (bandiera)       | D     | Henri Junior Ndong    |
| 66 | Capo Verde (bandiera)  | C     | Sérgio Semedo         |
| 71 | Lituania (bandiera)    | C     | Sergej Amirzian       |
| 88 | Lituania (bandiera)    | C     | Dominykas Galkevičius |
| 94 | Curaçao (bandiera)     | A     | Rigino Cicilia        |
| 98 | Lituania (bandiera)    | C     | Domantas Antanavičius |

## Risultati

### UEFA Europa League

#### Primo turno preliminare
| Salihorsk 29 giugno 2017, ore 18:00 CEST Andata | Šachcër Salihorsk | 0 – 0 referto | Sūduva | Stroitel Stadium (3 100 spett.)\| Arbitro: \| Alexandr Aliyev \| |
| Arbitro:                                        | Alexandr Aliyev   |               |        |                                                                  |

| Arbitro: | Donald Robertson |

|                                  |           |             |
| Leimonas 34’ A. Jankauskas 90+2’ | Marcatori | 38’ Kavalëŭ |

#### Secondo turno preliminare
| Arbitro: | Erez Papir |

|  |           |                             |
|  | Marcatori | 18’ Verbickas 75’ Laukžemis |

| Arbitro: | Laurent Kopriwa |

|  |           |           |
|  | Marcatori | 57’ Keita |

#### Terzo turno preliminare
| Arbitro: | Alexander Harkam |

|                                                  |           |  |
| Ricardo 3’ (aut.) Janušauskas 9’ Laukžemis 90+1’ | Marcatori |  |

| Arbitro: | Antony Gautier |

|            |           |                |
| Konaté 55’ | Marcatori | 80’ Vėževičius |

#### Spareggi
| Arbitro: | Sébastien Delferière |

|                       |           |  |
| Moți 61’ Misidjan 76’ | Marcatori |  |

| Marijampolė 24 agosto 2017, ore 19:30 CEST Ritorno | Sūduva        | 0 – 0 referto | Ludogorec | ARVI futbolo arena (4 312 spett.)\| Arbitro: \| Halis Özkahya \| |
| Arbitro:                                           | Halis Özkahya |               |           |                                                                  |

## Statistiche

### Statistiche di squadra
| Competizione                 | Punti | In casa | In casa | In casa | In casa | In casa | In casa | In trasferta | In trasferta | In trasferta | In trasferta | In trasferta | In trasferta | Totale | Totale | Totale | Totale | Totale | Totale | DR  |
| Competizione                 | Punti | G       | V       | N       | P       | Gf      | Gs      | G            | V            | N            | P            | Gf           | Gs           | G      | V      | N      | P      | Gf     | Gs     | DR  |
| ---------------------------- | ----- | ------- | ------- | ------- | ------- | ------- | ------- | ------------ | ------------ | ------------ | ------------ | ------------ | ------------ | ------ | ------ | ------ | ------ | ------ | ------ | --- |
| A Lyga                       | 71    | 17      | 11      | 6       | 0       | 38      | 12      | 16           | 10           | 2            | 4            | 35           | 19           | 33     | 21     | 8      | 4      | 73     | 31     | +42 |
| Lietuvos Taurė               | -     | 2       | 1       | 1       | 0       | 6       | 3       | 2            | 2            | 0            | 0            | 7            | 0            | 4      | 3      | 1      | 0      | 13     | 3      | +10 |
| UEFA Europa League 2017-2018 | -     | 4       | 2       | 1       | 1       | 5       | 2       | 4            | 1            | 2            | 1            | 3            | 3            | 8      | 3      | 3      | 2      | 8      | 5      | +3  |
| Totale                       | -     | 23      | 14      | 8       | 1       | 49      | 17      | 22           | 13           | 4            | 5            | 45           | 22           | 45     | 27     | 12     | 6      | 94     | 39     | +55 |